# 26. februar
26. februar er dag 57 i året, i den gregorianske kalender. Der er 308 dage tilbage af året (309 i skudår). Findes ikke i år 1700 i Danmark pga. skift til ny kalender.
Ingers dag. Dagen har muligvis fået sit navn efter en fransk prinsesse med dette navn. Dagens navn kan dog også komme af mandenavnet Inge. Eller en tredje mulighed – en af germanernes guder hed Ingvio.

### Begivenheder
Født - Dødsfald
- 1266 – Den neapolitanske kong Karl I's tropper besejrer den sicilianske kong Manfreds styrker i Slaget ved Benevento. Karl erobrer herefter kongeriget Sicilien.
- 1577 - Sveriges tidligere konge Erik XIV, der siden sin afsættelse i 1568 havde været holdt fængslet på forskellige slotte i Sverige og senest på Örbyhus Slott, dør efter svær sygdom. Ifølge overleveringen blev han på ordre fra sin halvbror Johan III forgiftet ved at indtage ærtesuppe, der indeholdt arsenik.
- 1658 - Freden i Roskilde sluttes mellem Sverige og Danmark af kong Karl 10. Gustav af Sverige og kong Frederik 3. af Danmark. Danmark havde bedt om freden, efter selv at have erklæret krig 1. juni året før.
- 1794 - Kongeslottet Christiansborg brænder. I løbet af et døgn udbrænder både hovedslottet og slotskirken. Det lykkes dog at redde en stor del af inventaret, men 70-80 mennesker omkommer under redningsarbejdet. Kongefamilien flytter efter branden til det mindre og beskedne Amalienborg.
- 1797 - Bank of England udgiver de første et- og to-pund-sedler. Det er de laveste seddelvalører for det britiske pund og erstattes i 1988 af mønter.
- 1815 - Napoleon Bonaparte undslipper sit eksil på Elba, går i land i Frankrig og sætter kurs mod Paris.
- 1832 - Tsar Nikolaj 1. af Rusland sætter den polske forfatning ud af kraft.
- 1849 - Den danske regering opsiger våbenstilstanden med Tyskland. Der havde været våbenstilstand siden august året før. Regeringens mål er at gennemføre Slesvigs udelte forbindelse med Danmark.
- 1852 - Mandskabstransportskibet HMS Birkenhead fra Royal Navy synker ud for Sydafrika. Kun 193 af de 643 ombordværende overlever.
- 1853 - Der afholdes folketingsvalg efter regeringen er kommet i mindretal.
- 1870 - Den tyske storbank Commerzbank grundlægges i Hamborg.
- 1908 - Sverige fejrer 250-årsdagen for Roskildefreden med militærparader, takkegudstjenester og almindelig flagning. Den danske minister i Stockholm forlader byen under fejringen.
- 1918 - Historiens hidtil største sportsulykke (i moderne tid) går ud over Hong Kong Jockey Clubs væddeløbsbane, da nogle tribuner styrter sammen, og 604 mennesker omkommer.
- 1924 - Retssagen mod Adolf Hitler efter Ølkælderkuppet indledes.
- 1931 - Odelstinget i Norge vedtager, at Nidaros skal skifte navn til Trondheim.
- 1935 - Adolf Hitler beder Hermann Göring om at genskabe det tyske flyvevåben, selv om Versailles-freden forbyder Tyskland at have et sådant. Hverken Storbritannien, Frankrig eller Folkeforbundet protesterer.
- 1949 - En Boeing B-50 Superfortress påbegyndte den første non-stop flyvning jorden rundt. Det tog fire dage.
- 1952 - Churchill meddeler, at England har fremstillet sin egen atombombe.
- 1958 - Efter en hed debat beslutter Sveriges statsminister Tage Erlander, at 300-årsdagen for Roskildefreden 1658 i det mindste ikke skal være en festdag som ved Roskildejubilæet i 1908.
- 1962 - USA's højesteret erklærer alle former for raceadskillelse i offentlige transportmidler for forfatningsstridige.
- 1967 - USA indleder ny offensiv mod Vietcong i Vietnam.
- 1978 - Under en brand på olieboreplatformen Statfjord i Nordsøen mister fem nordmænd livet.
- 1981 - TGV-toget PSE 16 kører 380 km/t på strækningen Paris–Lyon og slår dermed rekorden på strækningen fra 1955 på 331 km/t.
- 1991 - Tim Berners-Lee præsenterer den første web browser, der kaldes WorldWideWeb.
- 1991   - Saddam Hussein meddeler, at alle irakiske tropper vil blive trukket tilbage fra Kuwait.
- 1993 - Seks mennesker bliver dræbt ved et terrorangreb i New York, USA, da en bilbombe eksploderer i garagen under World Trade Center. Man mistænker fanatiske muslimske terrorgrupper for at stå bag terrorangrebet.
- 1997 - Sangerinden LeAnn Rimes bliver i en alder af 14 den yngste, der vinder en Grammy nogensinde.
- 1998 - Valdas Adamkus tiltræder som Litauens præsident for første gang
- 2001 - Storbritannien rammes hårdt af mund- og klovsyge, og frygten for den voldsomt smittefarlige dyresygdom breder sig i Europa. I Danmark sættes veterinærmyndighederne i højeste alarmberedskab.
- 2001   - Taliban-styret i Afghanistan lader to store Buddhastatuer i Bamyan  ødelægge.
- 2002 - Lektor Bjørn Lomborg fra Aarhus Universitet udnævnes til leder af Institut for Miljøvurdering.
- 2006 - De 20. olympiske vinterlege blev afsluttet i Torino. Danmark deltog med fem atleter, men vandt ingen medaljer.
- 2007 - Det internationale tribunal til pådømmelse af krigsforbrydelser i det tidligere Jugoslavien i Haag afgør, at Srebrenica-massakren i 1995 var et folkedrab og at Serbien ikke efterkom sin pligt til at forsøge at forhindre det. Serbien kendes dog ikke skyldig i folkedrab.
- 2015 - Michelin Guide Nordic Cities giver for første gang en stjerne til tre restauranter i Aarhus, Frederikshøj, Gastromè og Substans.
- 2019 - Danmark tangerer varmerekorden i februar med 15,8 °C målt i Aarhus Lufthavn.

### Født
- 1361 - Wenzel 4., konge af Tyskland (død 1419).
- 1416 - Christoffer 3., dansk konge (død 1448).
- 1530 - David Chyträus, tysk professor og teolog (død 1600).
- 1633 - Gustav Adolf af Mecklenburg-Güstrow, tysk regent (død 1695).
- 1702 - Rasmus Paludan, dansk biskop (død 1759).
- 1715 - Claude Adrien Helvétius, fransk oplysningsfilosof og pædagog (død 1771).
- 1718 - Johan Ernst Gunnerus, norsk biskop (død 1773).
- 1763 - Karl David Ilgen, tysk skolemand og professor (død 1834).
- 1755 - Adam Wilhelm Hauch, dansk officer og overhofmarskal (død 1838).
- 1775 - Adolf Stieler, tysk kartograf (død 1836).
- 1781 - Carl Bardenfleth, dansk officer (død 1855).
- 1794 - S.Th. Thorbrøgger, dansk politiker og embedsmand (død 1870).
- 1802 - Victor Hugo, fransk forfatter (død 1885).
- 1808 - Honoré Daumier, fransk billedkunstner (død 1879).
- 1810 - Christen Købke, dansk kunstmaler (død 1848).
- 1820 - Johan Diederich Behrens, norsk kordirigent og sanglærer (død 1890).
- 1823 - Gustav Adolf von Hohenlohe-Schillingsfürst, tysk katolsk kardinal (død 1896).
- 1824 - Carl Vilhelm Trenckner, dansk orientalist (død 1891).
- 1825 - James Skivring Smith, liberisk præsident (død ca. 1892).
- 1829 - Levi Strauss, tysk-amerikansk tøjdesigner (død 1902).
- 1842 - Camille Flammarion, fransk astronom (død 1925).
- 1845 - Alexander 3., russisk zar (død 1894).
- 1846 - Buffalo Bill, amerikansk pioner, jæger og officer (død 1917).
- 1847 - Otto Wallach, tysk kemiker og nobelprismodtager (død 1931).
- 1848 - Axel Emil Guldbrandsen, dansk musiker (død 1923).
- 1853 - Heike Kamerlingh Onnes, hollandsk fysiker og nobelprismodtager (død 1926).
- 1857 - Émile Coué, fransk apoteker og psykolog (død 1926).
- 1861 - Ferdinand 1., bulgarsk fyrste og konge (død 1948).
- 1864 - John Evershed, engelsk astrofysiker (død 1956).
- 1865 - Julius Petersen, dansk kemiker og professor (død 1931).
- 1866 - Holger Sebbelov, dansk fabrikant (død 1950).
- 1869 - Nadesjda Krupskaja, russisk revolutionær (død 1939).
- 1872 - August Wimmer, dansk læge og professor (død 1937).
- 1875 - Kai Glahn, dansk embedsmand (død 1925).
- 1877 - Charles Glover Barkla, engelsk fysiker og nobelprismodtager (død 1944).
- 1877 - Rudolph Dirks, amerikansk serietegner (død 1968).
- 1879 - Frank Bridge, engelsk komponist (død 1941).
- 1879 - Henri Fauconnier, fransk forfatter (død 1973).
- 1879 - Max von Laue, tysk fysiker og nobelprismodtager (død 1960).
- 1881 - Janus Djurhuus, færøsk digter (død 1948).
- 1882 - James Franck, tysk fysiker og nobelprismodtager (død 1964).
- 1885 - Aleksandras Stulginskis, litauisk diplomat og politiker (død 1969).
- 1886 - Manne Siegbahn, svensk fysiker (død 1978).
- 1887 - Gustav Ludwig Hertz, tysk fysiker og nobelprismodtager (død 1975).
- 1890 - William Lawrence Bragg, australsk-britisk fysiker og nobelprismodtager (død 1971).
- 1892 - Erik Jørgensen Kroman, dansk historiker (død 1982).
- 1894 - Wilhelm Bittrich, tysk general og SS-Obergruppenführer (død 1979).
- 1896 - Andrej Sjdanov, sovjetisk politiker (død 1948).
- 1908 - Tex Avery, amerikansk tegnefilmstegner (død 1980).
- 1900 - Jean Negulesco, rumænsk-amerikansk filmregissør og manuskriptforfatter (død 1993).
- 1902 - Frederick Sheffield, amerikansk roer (død 1971).
- 1903 - Giulio Natta, italiensk kemiker og nobelprismodtager (død 1979).
- 1906 - Madeleine Carroll, britisk skuespiller (død 1987).
- 1907 - John Bowlby, britisk psykolog, pyskiater og psykoanalytiker (død 1990).
- 1907 - Shiro Teshima, japansk fodboldspiller (død 1982).
- 1909 - Talal, konge af Jordan (død 1972).
- 1911 - Cor Wals, hollandsk cykelrytter (død 1944).
- 1914 - Robert Alda, amerikansk skuespiller (død 1986).
- 1914 - William Stratton, amerikansk guvernør (død 2001).
- 1915 - Mogens Davidsen, dansk skuespiller (død 1956).
- 1916 - Jackie Gleason amerikansk komiker, skuespiller og musiker (død 1987).
- 1916 - Mordechai Seter, russisk-israelsk komponist, lærer og pianist (død 1994).
- 1917 - Robert Taft, Jr., amerikansk politiker (død 1993).
- 1918 - Otis R. Bowen, amerikansk guvernør og sundhedsminister (død 2013).
- 1918 - Theodore Sturgeon, amerikansk forfatter (død 1985).
- 1920 - Hilmar Baunsgaard, dansk politiker og statsminister (død 1989).
- 1920 - Tony Randall, amerikansk skuespiller (død 2004).
- 1921 - Betty Hutton, amerikansk skuespillerinde (død 2007).
- 1922 - Carl Aage Præst, dansk fodboldspiller (død 2011).
- 1924 - Noboru Takeshita, japansk politiker og premierminister (død 2000).
- 1927 - Jørgen Thomsen, færøsk politiker og sømand (død 1995).
- 1928 - Fats (Antoine) Domino, amerikansk sanger og pianist (død 2017).
- 1928 - Ariel Sharon, israelsk general og premierminister (død 2014).
- 1930 - Lazar Berman, russisk pianist (død 2005).
- 1930 - Robert Novak, amerikansk journalist (død 2009).
- 1931 - Josephine Tewson, amerikansk skuespiller (død 2022).
- 1932 - Johnny Cash, amerikansk sanger og sangskriver (død 2003).
- 1932 - Søster Abraham, dansk nonne og foredragsholder (død 2017).
- 1935 - Artur Rasizadə, aserbajdsjansk statsminister.
- 1936 - Adem Demaçi, kosovoalbansk menneskerettighedsforkæmper og politiker (død 2018).
- 1937 - Leonid Marjagin, sovjetisk filminstruktør og manuskriptforfatter (død 2003).
- 1940 - Hans-Rüdiger Etzold, tysk journalist og forfatter.
- 1942 - Leif Hagen, norsk forretningsmand (død 2020).
- 1942 - Lennart Åberg, svensk jazzmusiker (død 2021).
- 1942 - Søren Birkelund, dansk klarinettist og fhv. kgl. kapelmusikus.
- 1943 - Ole Bloch Jensen, dansk tidligere roer.
- 1944 - Peter Lindroos, finsk operasanger (død 2003).
- 1944 - Ronald Lauder, amerikansk forretningsmand.
- 1945 - Mitch Ryder, amerikansk sanger.
- 1946 - Ahmed Zewail, egyptisk-amerikansk kemiker og nobelprismodtager (død 2016).
- 1946 - Carsten Juhl, dansk kunstteoretiker og kulturhistoriker.
- 1946 - Colin Bell, britisk fodboldspiller (død 2021).
- 1946 - Finn Hauberg Mortensen, dansk litteraturhistoriker (død 2013).
- 1946 - Torben Poulsen, dansk forfatter og journalist.
- 1946 - Roman Jakóbczak, polsk tidligere fodboldspiller.
- 1947 - Ole Find Jensen, dansk tidligere borgmester.
- 1947 - Sandie Shaw, engelsk sanger.
- 1948 - Frode Møller Nicolaisen, dansk forbundsformand.
- 1949 - Elizabeth George, amerikansk forfatter.
- 1950 - Helen Clark, newzealandsk premierminister.
- 1950 - Stig Kreutzfeldt, dansk sanger.
- 1950 - Vitalij Jelisejev, russisk tidligere roer.
- 1952 - Bodil Heister, dansk musiker og komponist.
- 1953 - Michael Bolton, amerikansk sanger og sangskriver.
- 1954 - Recep Tayyip Erdoğan, tyrkisk præsident
- 1954   - Stina Ekblad, svensk skuespillerinde.
- 1954 - Ernst August 5. af Hannover, tysk prins.
- 1954 - Gert Eg, dansk advokat og tidligere fodboldspiller.
- 1954 - Aivars Lazdenieks, lettisk roer (død 2023).
- 1956 - Milan Babić, kroatisk politiker og krigsforbryder (død 2006).
- 1956 - Michel Houellebecq, fransk forfatter.
- 1956 - Mykhajlo Koval, ukrainsk generaloberst og politiker.
- 1957 - Lars Tvede, dansk iværksætter og forfatter.
- 1958 - Greg Germann, amerikansk skuespiller.
- 1958 - Humphrey Campbell, surinamesisk-nederlandsk musiker og sanger.
- 1958 - Michel Houellebecq, fransk forfatter.
- 1958 - Olav Christensen, dansk journalist.
- 1958 - Susan Helms, amerikansk general og tidligere astronaut.
- 1958 - Tim Kaine, amerikansk politiker.
- 1959 - Ahmet Davutoğlu, tyrkisk politiker og tidligere premierminister.
- 1961 - Souleyman Sané, senegalesisk fodboldspiller.
- 1961 - Monika Fagerholm, finsk forfatter.
- 1962 - Atiq Rahimi, fransk-afghansk forfatter.
- 1963 - Bengt Morten Wenstøb, norsk poltiiker.
- 1963 - Jan Friis-Mikkelsen, dansk kok og bager.
- 1963 - Kim Langer, dansk forfatter.
- 1965 - Hernán Díaz, argentisk tidligere fodboldspiller.
- 1965 - Michael Ahlefeldt-Laurvig-Bille, dansk greve.
- 1966 - Ask Rostrup, dansk journalist og studievært
- 1966 - Néstor Lorenzo, argentinsk tidligere fodboldspiller.
- 1967 - Kazuyoshi Miura, japansk fodboldspiller.
- 1967 - Tone Anne Alvestad Seland, norsk tidligere håndboldspiller.
- 1968 - Svend Særkjær, dansk departementschef og tidligere regionsdirektør.
- 1969 - Can Atilla, tyrkisk komponist, violinist og pianist.
- 1970 - Bjarni Benediktsson, islandsk jurist og politiker.
- 1970 - Linda Lampenius, finsk klassisk violinist.
- 1971 - Ceri Hughes, walisisk tidligere fodboldspiller.
- 1971 - Erykah Badu, amerikansk sanger.
- 1971 - Max Martin, svensk musikproducent, komponist og sangskriver.
- 1972 - Jan Larsen, dansk fodboldspiller.
- 1973- Anders Björler, svensk dødsmetalguitarist.
- 1973 - ATB, tysk dj og musikproducer.
- 1973 - Miguel Simão, portugisisk tidligere fodboldspiller.
- 1973 - Ole Gunnar Solskjær, norsk fodboldspiller.
- 1974 - Sébastien Loeb, fransk rallykører.
- 1974 - Mads Blangstrup, dansk balletdanser.
- 1975 - Aleksandr Botjarov, russisk tidligere cykelrytter.
- 1975 - Drew Goddard, amerikansk manuskriptforfatter, filminstruktør og -producer.
- 1975 - Kristina Háfoss, færøsk økonom, jurist og politiker.
- 1975 - Per-Johan Axelsson, svensk ishockesyspiller.
- 1976 - Ky-Mani Marley, jamaicansk sanger, sangskriver og skuespiller.
- 1976 - Rabih Azad-Ahmad, dansk-libanesisk politiker.
- 1977 - Christian Madsen, dansk eliteløber.
- 1978 - Abdoulaye Faye, senegalesisk fodboldspiller.
- 1978 - Jonas Dahl, dansk regionsdirektør og tidligere folketingsmedlem.
- 1978 - Kyle Hamilton, canadisk roer.
- 1979 - Pedro Mendes, portugisisk fodboldspiller.
- 1980 - Jacob Skaarup Schjødt, dansk teaterdirektør.
- 1981 - Sharon Van Etten, amerikansk sanger og skuespiller.
- 1981 - Michael Stewart, skotsk tidligere fodboldspiller.
- 1981 - Taichi Hasegawa, japansk tidligere fodboldspiller.
- 1982 - Johnny Juul Thomsen, dansk fodboldspiller.
- 1983 - Martin Pedersen, dansk fodboldspiller.
- 1983 - Pepe, brasiliansk-portugisisk fodboldspiller.
- 1984 - Beren Saat, tyrkisk skuespiller.
- 1984 - Emmanuel Adebayor, togolesisk fodboldspiller.
- 1984 - Espen Ruud, norsk fodboldspiller.
- 1984 - Natalia Lafourcade, mexicansk pop-rock sanger.
- 1985 - Fernando Llorente, spansk fodboldspiller.
- 1986 - Nacho Monreal, spansk fodboldspiller.
- 1986 - Paulo Carvalho, brasiliansk bokser.
- 1986 - Ryosuke Kawanabe, japansk fodboldspiller.
- 1987 - Kim Seng-Yong, nordkoreansk fodboldspiller.
- 1988 - David Williams, australsk fodboldspiller.
- 1989 - Gabriel Obertan, fransk fodboldspiller.
- 1989 - Kasper Sternberg, dansk bordtennisspiller.
- 1989 - Ditmar Bicaj, albansk fodboldspiller.
- 1990 - Akishige Kaneda, japansk fodboldspiller.
- 1990- Nikola Jakimovski, makedonsk fodboldspiller.
- 1990 - Rosa Eriksen, dansk folketingsmedlem.
- 1991 - Calum Butcher, engelsk fodboldspiller.
- 1991 - CL, sydkoreansk sangerinde.
- 1991 - Jonas Eika, dansk forfatter.
- 1991 - Takahiro Tanio, japansk fodboldspiller.
- 1992 - Mikael Granlund, finsk ishockeyspiller.
- 1993 - Maria Ehrich, tysk skuespiller.
- 1993 - Jesé Rodríguez, spansk fodboldspiller.
- 1993 - Micki Nielsen, dansk tidligere bokser.
- 1993 - Tiago Ilori, engelsk-portugisisk fodboldspiller.
- 1994 - Casper Radza, dansk fodboldspiller.
- 1995 - Griedge Mbock Bathy, fransk fodboldspiller.
- 1995 - Erikson Carlos Batista dos Santos, brasiliansk fodboldspiller.
- 1995 - Haruno Sasaki, japansk håndboldspiller.
- 1997 - Malcom Filipe Silva De Oliveira, brasiliansk fodboldspiller.
- 1997 - Viktor Tranberg, dansk fodboldspiller.
- 1997 - Zheng Siwei, kinesisk badmintonspiller.
- 1999 - Frederik Nørgaard Hald, dansk fodboldspiller.
- 1999 - Hirokazu Ishihara, japansk fodboldspiller.
- 2000 - Kasper Skræp, dansk fodboldspiller.
- 2001 - Stinus Kæmpe, dansk-australsk cykelrytter.
- 2002 - Mads Hansen, dansk fodboldspiller.
- 2003 - Jamal Musiala, tysk-engelsk fodboldspiller.
- 2005 - Andreas Krogh Jensen, dansk cykelrytter.

### Dødsfald
- 1577 - Erik 14., svensk konge (født 1533).
- 1838 - Adam Wilhelm Hauch, dansk overhofmarskal og fysiker (født 1755).
- 1874 - Michael Drewsen, dansk fabrikant og politiker (født 1804).
- 1926 - P. E. Lange-Müller, dansk komponist (født 1850).
- 1956 - Charles Wilken, dansk skuespiller (født 1866).
- 1957 - Roger Vercel, fransk forfatter (født 1894).
- 1966 - Karl Jørgensen, dansk skuespiller (født 1890).
- 1969 - Karl Jaspers, tysk filosof og psykiater (født 1883).
- 1989 - Roy Eldridge, amerikansk trompetist og orkesterleder (født 1911).
- 2008 - Bodil Udsen, dansk skuespillerinde (født 1925).
- 2008   - Aage Hansen, Rav-Aage, dansk fisker og miljøaktivist (født 1924).
- 2020 - Mogens Vemmer, dansk tv-producer (født 1935).
- 2023 - Hans Hertel, dansk litteraturprofessor (født 1939).

|  | Denne datoartikel kan blive bedre, hvis der indsættes et (bedre) billede Du kan hjælpe ved at afsøge Wikimedia Commons for et passende billede eller uploade et godt billede til Wikimedia Commons iht. de tilladte licenser og indsætte det i artiklen. |